# George Reid (homme politique écossais)
Pour les articles homonymes, voir George Reid (homonymie) et Reid.
 (12 août 2025).
Le texte peut changer fréquemment, n’est peut-être pas à jour et peut manquer de recul. N’hésitez pas à participer, en veillant à citer vos sources.
George Newlands Reid, né à Tullibody (Clackmannanshire) le 4 juin 1939 et mort à Denny (Falkirk) le 12 août 2025, est un homme politique britannique, membre du Parti national écossais (SNP). Il est membre du Parlement du Royaume-Uni puis du Parlement écossais dont il est le deuxième président de 2003 à 2007.

## Biographie
George Newlands Reid naît le 4 juin 1939 à Tullibody, près d'Alloa dans le Clackmannanshire en Écosse. 

### Formation et journalisme
George Reid suit des études universitaires en Écosse, puis en Suisse et aux États-Unis, où il obtient un diplôme en relations internationales.
Il est ensuite journaliste dans la presse écrite et travaille également à la télévision, pour la BBC. À cette époque, il réalise près de 200 documentaires, notamment Contract 736, un film sur la construction du Queen Elizabeth 2 pour lequel il reçoit un Emmy Award.

### Parlement de Westminster
George Reid est élu membre du Parlement du Royaume-Uni pour le Parti national écossais lors des élections générales britanniques de février 1974. Il est ensuite réélu largement lors des élections d'octobre 1974 mais perd son siège lors des élections générales de 1979, avec un écart de seulement 984 voix par rapport à son adversaire.
Pendant son mandat à Westminster il représente également le Royaume-Uni à l'Assemblée parlementaire du Conseil de l'Europe et à celle de l'Union de l'Europe occidentale.

### Croix-Rouge
À la fin de son mandat, George Reid retourne brièvement au journalisme en travaillant à la BBC Scotland, où il produit notamment un reportage de Michael Buerk sur la famine de 1984 en Éthiopie qui inspire le concert Live Aid. Repéré par le Mouvement international de la Croix-Rouge et du Croissant-Rouge, il en devient directeur des affaires publiques et occupe cette fonction pendant douze ans.

### Parlement écossais
En 1995, George Reid fait son retour en politique lors du congrès annuel du Parti national écossais puis se présente aux élections générales britanniques de 1997, mais échoue à être élu.
Quand le parti travailliste soumet l'idée de la création d'un Parlement écossais, il fait partie de la commission consultative et est ensuite élu pour la circonscription de Fife lors des premières élections parlementaires écossaises de 1999.
À l'ouverture de la session parlementaire, il échoue à être élu président du Parlement et devient un des deux vice-présidents.

Aux élections parlementaires écossaises de 2003, il se fait élire dans la circonscription d'Ochil. Il est ensuite élu président en remplacement de David Steel. Cette fonction étant non partisane, il choisit de suspendre son adhésion au Parti national écossais.

### Autres fonctions
George Reid fait le choix de ne pas se présenter aux élections de 2007. Grâce à son expérience, il est alors choisi pour conduire une mission d'évaluation de l'Assemblée d'Irlande du Nord, qui traverse alors une période de difficultés.

### Mort
George Newlands Reid meurt à Denny (Falkirk) le 12 août 2025 à l’âge de 86 ans.

## Distinction
George Reid est anobli en 2012 pour services rendus à la politique et à la vie publique écossaise.
En 2022, il est fait chevalier de l’ordre du chardon.